# Дылго-Поле (Пловдивская область)
Дылго-Поле (болг. Дълго поле) — село в Болгарии. Находится в Пловдивской области, входит в общину Калояново. Население составляет 2 009 человек.

## Политическая ситуация
В местном кметстве Дылго-Поле, в состав которого входит Дылго-Поле, должность кмета (старосты) исполняет Николай Видолов Видолов (Союз демократических сил (СДС)) по результатам выборов.
Кмет (мэр) общины Калояново — Александр  Крыстев Абрашев (коалиция партий: Граждане за европейское развитие Болгарии (ГЕРБ), Союз демократических сил (СДС), Демократы за сильную Болгарию (ДСБ), Земледельческий народный союз (ЗНС)) по результатам выборов.